# دون أوسبورن
دون أوسبورن (بالإنجليزية: Don Osborn)‏ هو لاعب كرة قاعدة أمريكي، ولد في 23 يونيو 1908، وتوفي في 23 مارس 1979.